# Ochroepalpus ochraceus
Ochroepalpus ochraceus là một loài ruồi trong họ Tachinidae.